# La Dori
La Dori overo La schiava fedele (deutsch etwa: ‚Doris oder Die getreue Sklavin‘, original: „Doris Die Glükkhafte Leibeigne Dienerin“) ist eine Oper in einem Prolog und  drei Akten von Antonio Cesti (Musik) mit einem Libretto von Giovanni Filippo Apolloni. Sie wurde am 19. Februar 1657 im Hofsaal in Innsbruck uraufgeführt und war im 17. Jahrhundert eine der meistgespielten Opern.

## Handlung
Die Oper hat eine umfangreiche Vorgeschichte, die in der 1657 in Innsbruck herausgegebenen deutschsprachigen Zusammenfassung mehr als acht Druckseiten ausmacht. Die eigentliche Oper besteht aus einer verwickelten Abfolge von Selbstmordversuchen, Missverständnissen, Treueschwüren und komischen Szenen mit dem Hofnarren Golo, der alten Amme Dirce und dem Eunuchen Bagoa. Schließlich löst sich alles auf, und es gibt eine Doppelhochzeit.

### Vorgeschichte
Der persische König Satrape interessierte sich mehr für den Krieg als für das Familienleben mit seiner Frau Parisatide. Schon kurz nach der Geburt seines Erben Oronte begann er zusammen mit seinem Vetter Ormus [in einigen Fassungen „Archelao“] von Nikäa einen Feldzug gegen Griechenland. Ormus hatte zwei Töchter im Säuglingsalter. Die ältere trug den Namen Dori. Die jüngere wurde nach ihrer Mutter, die bei der Geburt gestorben war, Arsinoe genannt. Um ihre Verbindung zu festigen, beschlossen Satrape und Ormus, ihre Kinder Oronte und Dori miteinander zu vermählen und Arsinoe einem anderen befreundeten Fürsten zur Frau zu geben. Satrape hinterließ seiner Frau Parisatide und seinem Bruder Artaserse einen entsprechenden Befehl für den Fall seines Todes. Ormus sandte den Heiratsvertrag nach Nikäa und befahl, ihn der kleinen Dori in einem Medaillon um den Hals zu hängen.
Von frühester Kindheit an trieb das Schicksal sein Spiel mit Dori. Piraten aus Ägypten überfielen das wohlhabende Nikäa, machten reiche Beute und entführten auch die Prinzessin. Die Nachricht darüber erschütterte Ormus zutiefst. Da die Suche nach ihrem Aufenthaltsort vergeblich blieb, setzte er mit Satrape einen neuen Vertrag auf, dem zufolge Arsinoe anstelle ihrer Schwester Oronte heiraten und das Königreich Nikäa als Erbe erhalten sollte.
Die Piraten verschleppten ihre Schwester in die ägyptische Hauptstadt Memphis. Dort residierte König Tolomeo [in einigen Fassungen „Termodoonte“], der einen ebenfalls Tolomeo genannten Sohn und eine Tochter hatte, die wie die nikäische Prinzessin Dori hieß. Die Tochter starb im Alter von einem Jahr, während sie sich unter der Aufsicht ihrer Hebamme befand. Diese fürchtete sich vor dem Zorn des Königs, verschwieg das Unglück und kaufte den Piraten die nikäische Dori ab, um sie anstelle der ägyptischen aufzuziehen. Einzig ihr Mann Arsete erfuhr von diesem Tausch.
Der grausame Krieg zwischen Persern und Griechen währte mehrere Jahre mit wechselndem Glück, bis die Griechen schließlich in der Entscheidungsschlacht siegten. Satrape und Ormus fielen, und die persische Königin Parisatide starb in Babylon aus Kummer darüber. Vor ihrem Tod ernannte sie ihren Schwager Artaserse zum Reichsverwalter und zu Orontes Vormund. Artaserse schickte den vierzehnjährigen Oronte zu König Tolomeo nach Ägypten, damit er dort Rat und Hilfe gegen die siegreichen Griechen erhalten könne. Tolomeo empfing ihn freundlich und vermittelte einen beide Seiten zufriedenstellenden Friedensvertrag. Am ägyptischen Hof lernte Oronte die dreizehnjährige Dori kennen, und die beiden verliebten sich ineinander. Tolomeo wäre mit einer Heirat einverstanden gewesen, wenn Oronte nicht gerade zu dieser Zeit von Artaserse zurückberufen worden wäre, um vertragsgemäß die ihm zugedachte Arsinoe zu ehelichen. Das war für die beiden Liebenden ein großer Schock. Sie beschlossen, sich dem Befehl zu widersetzen und bei der nächsten Gelegenheit zu heiraten. Oronte machte sich auf den Weg nach Persien, ließ aber seinen Hauptmann Erasto in Memphis zurück. Dieser sollte offiziell dem König aufwarten, eigentlich aber Dori dienen und ihr zur Flucht verhelfen. Dori verkleidete sich als Mann und begab sich unter dem Namen Alì zusammen mit Erasto auf ein Handelsschiff nach Thrakien. Das Schiff wurde unterwegs von Piraten überfallen und musste sich ergeben. Dori/Alì und Erasto wurden gefangen genommen. Es gelang ihnen aber, in der Nacht vom Schiff zu springen und an das nahegelegene Ufer zu schwimmen. Dabei wurden sie voneinander getrennt. Erasto, der glaubte, Dori sei ertrunken, berichtete Oronte davon, der sich aus Trauer beinahe selbst das Leben nahm. Dori/Alì hingegen geriet in die Fänge von Straßenräubern, die sie der Königin Arsinoe in Nikäa als Sklave verkauften. Alì gewann schnell das Vertrauen Arsinoes. Das weckte den Verdacht des Reichsverwalters Tigrane, der sie aus dem Weg räumen wollte. Als Arsinoe davon erfuhr, richtete sie den Anschlag so ein, dass anstelle von Alì ein anderer Sklave getötet wurde. Sie versteckte Alì in ihren eigenen Gemächern, bis Artaserse sie aufforderte, nach Babylon zu reisen, um Oronte zu heiraten. Sie verliebte sich tatsächlich in ihn, doch Oronte trauerte noch immer um Dori und verschob die Hochzeit immer wieder.
In Memphis glaubte man, Dori und Oronte seien gemeinsam geflohen. Tolomeo wurde wütend und machte sich persönlich an die Verfolgung, um die beiden zu töten. Er reiste drei Jahre lang unerkannt durch die Lande, ohne eine Spur von ihnen zu finden. Schließlich gelangte er nach Nikäa, wo er sich in Arsinoe verliebte. Da diese jedoch bereits Oronte versprochen war, wagte er es nicht, sich ihr zu offenbaren. Stattdessen verkleidete er sich als Frau und wurde unter dem Namen Celinda in das königliche Serail aufgenommen. Als Arsinoe nach Babylon aufbrach, gehörten Tolomeo/Celinda und Dori/Alì zu ihrem Gefolge. Doris Ziehvater Arsete, der von dem alten König Tolomeo auf die Suche nach seinen Kindern geschickt worden war, traf nach langen Umwegen ebenfalls in Babylon ein. Hier nimmt die Oper ihren Anfang.

### Prolog (Innsbruck 1657)
Ein Wald am Euphrat

Szene aus dem Prolog, Florenz 1661

La Corte und Momo streiten über die Eigenheiten des Hoflebens und leiten die Opernhandlung ein.

### Erster Akt
Wald am Ufer des Euphrat
Szene 1. Alì/Dori will sich aus Verzweiflung in den Euphrat stürzen.
Szene 2. Arsete findet Dori, hindert sie am Selbstmord und spricht ihr Mut zu, indem er sie an ihre königliche Herkunft erinnert.
Hof des Königspalasts in Babylon
Szene 3. Der Hofnarr Golo lästert über das Leben am Hof.
Szene 4. Arsinoes alte Amme Dirce versucht, Golo zu verführen, wird von diesem aber verächtlich zurückgewiesen. Sie streiten.
Szene 5. Oronte weist die beiden Bediensteten wegen ihres Verhaltens zurecht. Er schickt Dirce zur Königin, um dieser von seiner fortgesetzten Treue zu Dori zu berichten, und befiehlt Golo, Artaserse zu holen. Anschließend überlässt er sich seiner Trauer über Dori.
Szene 6. Artaserse fordert Oronte auf, seine schwermütigen Gefühle zu verdrängen und endlich die Prinzessin aus Nikäa zu heiraten, um den Willen seines Vaters auszuführen und sich die persische Krone zu sichern.
Szene 7. Dori/Alì hat ihren Namen gehört und eilt auf Oronte zu. Sie wird aber von Arsete aufgehalten. Oronte und Artaserse gehen fort.
Szene 8. Dori erzählt Arsete von ihren Erlebnissen nach ihrer Flucht aus Memphis. Arsete tröstet sie und rät ihr, ihre Verkleidung beizubehalten, um dem Zorn ihres Bruders Tolomeo zu entgehen.
Serail des Königs von Persien
Szene 9. Arsinoe schickt Dirce zurück zu Oronte. Sie soll ihm mitteilen, dass sie ihn noch immer heiraten wolle. Celinda/Tolomeo schmeichelt Arsinoe und erzählt ihr von ihrer/seiner unerwiderten Liebe, verschweigt aber, dass Arsinoe selbst die Angebetete ist. Arsinoe begibt sich in den Garten.
Szene 10. In einem Selbstgespräch offenbart Tolomeo seine wahren Gefühle. Er fragt sich, ob er seine Verkleidung nicht aufgeben sollte.
Szene 11. Der Eunuch Bagoa verwarnt Celinda und schickt sie zurück in das seiner Aufsicht unterstehende Serail. Celinda weigert sich und geht fort. Bagoa ärgert sich darüber, wie respektlos die jungen Frauen ihre Freiheiten ausnutzen.
Tanz der Eunuchen (Musik nicht erhalten).

### Zweiter Akt
Garten hinter dem Serail

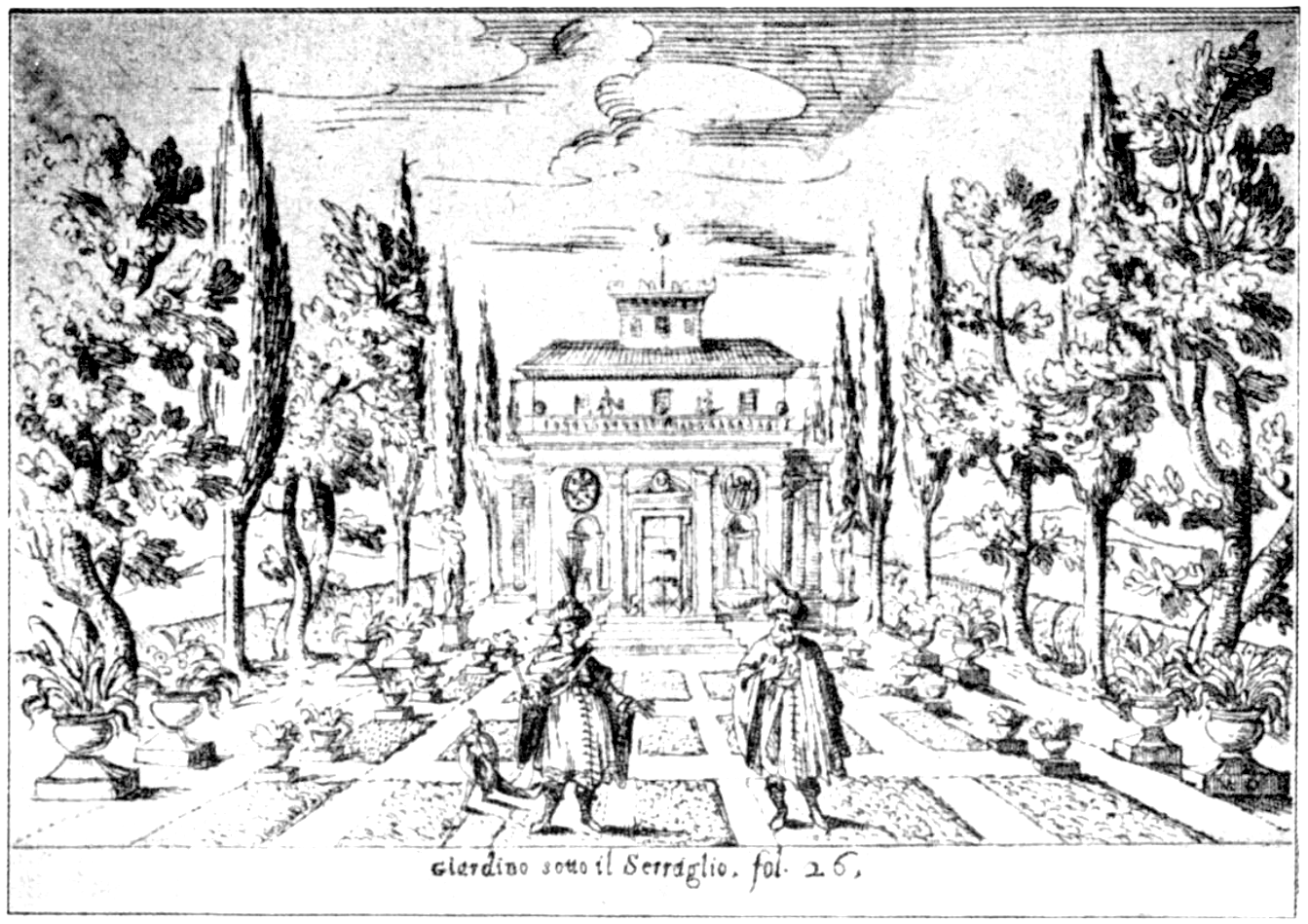
Garten hinter dem Serail, 1665

Szene 1. Orontes Hauptmann Erasto hat sich in Celinda verliebt. Er beklagt, dass er nur selten Gelegenheit finde, sie zu sehen, da sie im Serail eingeschlossen sei.
Szene 2. Erasto trifft seinen alten Freund Arsete und erzählt ihm von Doris Schicksal. Arsete gibt vor, nichts davon zu wissen, und bittet Erasto, ihm heimlich Zugang zum Hof zu verschaffen.
Szene 3. Arsinoe leidet darunter, dass Oronte die Hochzeit immer wieder verschiebt. Alì bietet ihr seine Dienste an und verspricht ihr, dass die Hochzeit noch am selben Tag stattfinden werde.
Szene 4. Dori weiß, dass sie Arsinoe ihr Leben verdankt. Sie bestärkt sich deshalb darin, ihr eigenes Glück aufzugeben und Arsinoes Heirat mit Oronte voranzutreiben. Anschließend legt sie sich zum Schlafen hin.
Szene 5. Golo findet den schlafenden Alì und weckt ihn. Aus Sorge, dass der Sklave Alì an Flucht denken könnte, will Golo ihn fortschicken. Alì bittet noch um etwas Ruhe und schenkt Golo einen Edelstein, bevor er wieder einschläft.
Szene 6. In einem Selbstgespräch denkt Oronte über die Liebe nach. Eine Stimme scheint ihm zu antworten. Es ist Alì, der im Schlaf seinen eigentlichen Namen „Dori“ ausgesprochen hat. Oronte spricht ihn an und fragt ihn nach seiner Herkunft. Alì behauptet, Ägypter zu sein und in Diensten Doris gestanden zu haben.
Szene 7. Artaserse ermahnt Oronte, Arsinoe endlich zu heiraten. Alì stimmt ihm zu. Oronte kann aber noch immer nur an Dori denken.
Königliche Gemächer
Szene 8. Dirce beklagt sich über ihr hohes Alter. Bagoa verspottet sie wegen ihrer törichten Liebesgefühle und macht sie wütend.
Szene 9. Erasto gesteht Celinda seine Liebe und bittet um Antwort. Sie rät ihm, seine weit fehlgeleiteten Gefühle zurückzuhalten. Erasto versteht diese Worte nicht. Arsete erkennt in Celinda den ägyptischen Prinzen Tolomeo und wundert sich darüber.
Szene 10. Alì fordert Oronte auf, Arsinoe einen Liebesbrief zu schreiben. Wegen einer Verletzung an der Hand diktiert Oronte ihm den Brief. Alì kann nur unter großen Gefühlsqualen schreiben. Als Oronte den Brief unterzeichnen will, erkennt er darauf mit Bestürzung Doris Handschrift. Er schickt Alì mit der Botschaft zu Arsinoe, dass er andere Gefühle als Liebe im Herzen trage.
Szene 11. Oronte grübelt über Doris Handschrift nach und schläft ein.
Szene 12. Im Traum erscheint Oronte der Geist seiner verstorbenen Mutter Parisatide, die ihm voraussagt, dass er die begehrte Frau aus Nikäa erhalten und seinem Vater und Dori die Treue halten werde.
Szene 13. Oronte erwacht und wundert sich über die scheinbar widersprüchliche Prophezeiung.
Szene 14. Alì berichtet Arsinoe von Orontes Sinneswandel. Arsinoe fällt aus Verzweiflung in Ohnmacht.
Szene 15. Gerade als Alì sich um die bewusstlose Arsinoe kümmert, erscheint Oronte. Er glaubt, dass Arsinoe ihm untreu sei, und will sie sogleich eigenhändig töten.
Szene 16. Celinda kommt gerade rechtzeitig, um das zu verhindern. Sie legt ihre Frauenkleider ab und gibt sich den anderen als Tolomeo zu erkennen.
Tanz der Mohren (Musik nicht erhalten).

### Dritter Akt
Platz in Babylon
Szene 1. Artaserse beklagt den Unverstand der Jugend und die Hartnäckigkeit Orontes.
Szene 2. Erasto berichtet Artaserse, dass Oronte ihm befohlen habe, Arsinoe und Tolomeo zu töten. Artaserse untersagt ihm dies mit dem Hinweis, dass Oronte noch unter seiner Vormundschaft stehe.
Szene 3. Um sich an Golo zu rächen, will Dirce ihm einen so starken Schlaftrunk verabreichen, dass man ihn für tot halten wird.
Szene 4. Alì kann es nicht ertragen, Orontes Hochzeit mit Arsinoe beizuwohnen. Er will daher Gift nehmen. Dirce sieht dies und vertauscht das schon bereitstehende Gift mit ihrem Schlafmittel.
Szene 5. Arsete weckt Dori auf und rät ihr, mit ihm nach Ägypten zurückzukehren. Dori verspricht dies, bittet Arsete aber, Oronte bei seiner Hochzeit einen Brief von ihr zu überreichen.
Szene 6. Arsinoe lässt Tolomeo durch Bagoa einen Dankgruß ausrichten. Der Prinz schickt den Eunuchen mit einem ebensolchen Gruß zurück. Er hofft, dass Glück werde sich ihm wieder zuneigen.
Vorhof der königlichen Burg
Szene 7. Die eingekerkerte Arsinoe fühlt sich ungerecht behandelt. Sie meint, der Befehl ihres Vaters mache sie zur Sklavin statt zur Gattin Orontes. Artaserse verspricht ihr, sie auf jeden Fall mit Oronte zu vermählen, ganz gleich, ober er einverstanden ist oder nicht.
Szene 8. Oronte droht Erasto, weil dieser seinen Befehl nicht ausgeführt und Arsinoe am Leben gelassen hat. Artaserse versichert ihm, dass Arsinoe unschuldig sei, und zeigt ihm den Befehl seines Vaters, dass er Arsinoe heiraten müsse. Da Oronte sich noch immer störrisch zeigt, droht Artaserse damit, ihm die Herrschaft über das Reich zu entziehen.
Szene 9. Oronte beklagt verzweifelt sein Schicksal. Golo äfft seine Klagen nach, bis Oronte ihm das Maul verbietet. Golo erklärt, wenn Oronte derartig seine Würde verliere, werde er ihn nicht mehr als Herrn anerkennen, sondern nur noch Artaserse dienen.
Szene 10. Oronte verspricht Artaserse, Arsinoe zu heiraten. Artaserse erklärt ihn daraufhin zum König und Arsinoe zur Königin.
Szene 11. Oronte entschuldigt sich bei Arsinoe für sein Verhalten, und die beiden versöhnen sich.
Szene 12. Arsete unterbricht mit seinem Erscheinen die Hochzeitszeremonie und gibt Oronte Doris Brief. Oronte liest entsetzt: „Da du Arsinoe geheiratet hast, habe ich mich selbst getötet. Dori aus Ägypten.“
Szene 13. Golo berichtet, dass er Alì tot aufgefunden habe. Als er dessen Kleider aufgerissen habe, um ihm Luft zu verschaffen, habe er festgestellt, dass er in Wirklichkeit eine Frau war. Außerdem habe er ein Schriftstück mit zwei königlichen Initialen gefunden. Artaserse erkennt dieses als den Beschluss der Könige von Persien und Nikäa, Oronte mit Dori zu vermählen. Arsete offenbart nun Doris wahre Herkunft aus Nikäa: Sie ist Arsinoes Schwester und wurde von seiner Frau als ägyptische Prinzessin aufgezogen. Oronte ist verzweifelt.
Szene 14. Tolomeo und Dirce kommen hinzu und erfahren von Doris Tod. Dirce beruhigt Oronte damit, dass sie das Gift durch einen Schlaftrunk ausgetauscht habe.
Szene 15. Die wieder erwachte Dori erscheint und fasst ihre Erlebnisse kurz zusammen. Artaserse verkündet eine Doppelhochzeit: Dori heiratet Oronte und Arsinoe den ägyptischen Prinzen Tolomeo.
Tanz der Soldaten.

## Gestaltung
Die Instrumentalbesetzung der Oper besteht im Wesentlichen aus einem dreistimmigen Streicher-Ensemble und Basso continuo. Bei der prunkvollen Innsbrucker Uraufführung wurden außerdem alle damals verfügbaren Blasinstrumente eingesetzt.
Die Satztechnik dieser Oper ist sorgfältiger ausgearbeitet als in Cestis früheren Opern. Die Verteilung der Arien ist ausgewogener, und es gibt eine deutlichere Differenzierung zwischen Rezitativ und Arie. Ungewöhnlich für die Entstehungszeit sind drei Accompagnato-Rezitative bei dramatischen Höhepunkten wie der Geistererscheinung von Orontes Mutter. Anders als bei den Opern Francesco Cavallis haben bei Cesti die ariosen Abschnitte eine größere Bedeutung als die sie umgebenden Rezitative. Er setzte sie meist ein, um einzelne Worte oder Gefühlslagen hervorzuheben. Die Melodie erhält auf diese Weise Vorrang vor der dramatischen Handlung. Ein besonderes Gewicht legte Cesti auf die formal höchst abwechslungsreich gestalteten Arien und Duette. Sie sind zwar meist nur kurz, aber sorgfältig platziert. Es gibt sowohl ernste Arien mit ausgedehnten Melodien, die an die Arien Georg Friedrich Händels gemahnen, als auch spielerische Arien mit prägnanten Rhythmen wie beispielsweise Arsetes „Non scherzi con amore“ in der zweiten Szene des ersten Akts. Dieses besitzt eine vollständige da-capo-Form mit einem zwischen beiden Teilen und am Ende wiederholten Ritornell. Die Duette sind weniger kontrapunktisch gestaltet als bei Claudio Monteverdi oder auch Cavalli. Meist gibt es nur zu Beginn eine kurze Imitation, worauf melismatische Abschnitte in Terz- oder Sext-Parallelen folgen. Ein typisches Beispiel hierfür ist das Duett Celinda/Arsinoe „Se perfido Amore“ (I:9).

## Werkgeschichte
Das Libretto von Antonio Cestis Oper La Dori stammt von Giovanni Filippo Apolloni. Sie entstand während Cestis Zeit in Innsbruck und wurde am 19. Februar 1657 im dortigen Hofsaal uraufgeführt. Die Namen der Sänger sind nicht überliefert. Es handelte sich um Mitglieder einer italienischen Operntruppe, die bereits mehrfach in Innsbruck Cestis Werke aufgeführt hatte. Cesti selbst sang möglicherweise die Partie des Arsete. Vermutlich wurden alle Frauenrollen von Kastraten übernommen.
1661 führten die Musiker von Erzherzog Ferdinand Karl das Werk im Rahmen der Feierlichkeiten zur Hochzeit des toskanischen Erbprinzen Cosimo de’ Medici (ab 1670 Großherzog Cosimo III.) mit Marguerite Louise d’Orléans im Teatro delle Accademici Sorgenti in Florenz auf. Die Vorbereitungen dauerten nur vier Tage.:133f Die Produktion fand unter Cestis Mitwirkung und im Wesentlichen mit denselben Sängern wie in Innsbruck statt. Text und Musik wurden kaum verändert.
Bis ca. 1690 wurde das Werk immer wieder überarbeitet. Mit mehr als dreißig dokumentierten Produktionen und Aufführungen handelt es sich um eine der erfolgreichsten Opern des 17. Jahrhunderts. Als Gründe für diesen Erfolg wurden neben der hohen Qualität der Musik die ausgeglichene Verteilung der Arien und Duette in allen drei Akten und die effektvolle Komik ausgemacht.

Frontispiz des Librettos, Venedig 1667

In Venedig gab es mehrere Produktionen. Diejenige von 1663 im Teatro San Salvatore erhielt einem Kommentar in Apollonis Libretto für L’Argia zufolge viel Beifall.:554 Die Neuproduktion von 1667 im Teatro Santi Giovanni e Paolo unter dem Titel La Dori, overo Lo schiavo reggio wurde speziell für die Widmungsträgerin Maria Mancini Colonna (vormals Mätresse des französischen Königs Ludwig XIV.) angepasst. Die Überarbeitung des Librettos erfolgte innerhalb von acht Tagen. Anstelle der Serail-Szenen gab es Militär-Übungen. Einer Anmerkung im Libretto zufolge hatte man Schwierigkeiten, die Original-Partitur wiederzufinden.:89f 1670 wurde das Werk zeitweilig als Ersatz für die Pietro Andrea Ziani zugeschriebene erfolglose Oper Semiramide eingesetzt.:103 Die Sängerin der Titelrolle, Giulia Masotti, wurde anschließend allgemein „La Dori“ genannt.
Die florentinische Wiederaufnahme von 1670 ist Marguerite Louise gewidmet, zu deren Hochzeit die Oper 1661 gespielt wurde. Ihr Leben weist eine Parallele zur Titelfigur auf. Als Vorläuferin von Mozarts Die Entführung aus dem Serail behandelt auch La Dori eine Art Flucht aus einem Serail. Marguerites Ehe mit Cosimo de’ Medici verlief unglücklich. Erst 1675 erlaubte Ludwig XIV. ihr den Eintritt in ein Kloster. Als La Dori 1671/1672 auf Veranlassung von Maria Mancini Colonna in Rom gespielt wurde, verließ auch diese noch während der Spielzeit ihren Ehemann.:31 Für diese römische Aufführung komponierte Alessandro Stradella einen neuen Prolog und weitere Musik.
Weitere Aufführungen gab es 1662 in Turin, 1663 in Ferrara, 1664 in Wien (zur Feier des Friedens mit den Türken), 1665 in Macerata, Lucca, Parma und Neapel (dort auch 1666, 1675 und 1688, letztere mit Prolog und weiteren Ergänzungen von Alessandro Scarlatti und anderen), 1667 in Verona, 1667 in Bergamo (dort auch 1677) und Bologna (dort auch 1672), 1668 in Reggio, 1671 in Pavia, 1672 in Mantua, 1675 in Neapel, 1677 in Foligno und 1680 in Innsbruck sowie in einer Textfassung von Ventura Terzago mit neuem Prolog von Giuseppe Antonio Bernabei in München.
Eine deutschsprachige Neuvertonung mit dem Titel Doris oder der Königliche Sclave stammt von Johann Philipp Förtsch (Libretto) und Nicolaus Adam Strungk (Musik). Sie wurde 1680 in der Hamburger Oper am Gänsemarkt gespielt. Sprechtheater-Fassungen des Librettos standen im deutschsprachigen Raum bis in die 1720er Jahre mehrfach auf dem Programm von Wanderbühnen. Eine Liste findet sich in Ruth Gstachs Verzeichnis der erhaltenen Spieltexte:
- 1667: Nürnberg – Hochdeutsche Hofcomödianten von Carl Andreas Paulsen; als Comoedie von der Slävin Doris
- 1673 und 1674: Wien
- 1677, 1683 und 1685: München – Truppe von Michael Daniel Treu
- 1679: Heidelberg – Veltensche Truppe; als Die Ägyptische Sclavin Doris
- 1680: Innsbruck
- 1690: Lübeck
- Weimarer Verzeichnis Nr. 105: Die gedreue sclavin Doris aus Egypten
- 1719: Lüneburg – Truppe von Johann Christian Spiegelberg; als Die beständige Treue und treue Beständigkeit in der Persohn der Sclavin Doris auß Ägypten, Oder: Die unumschrenckte Liebe Orontis Königs von Persien Und der von der Liebe einer alten Frau übel vexirte Arlequin
- Um 1722: Aufführungen der Truppe von Carl Ludwig Hoffmann
- Zwischen 1720 und 1730: Lübeck – hochdeutsche Comödianten; als Die getreue, leibeigne Sklavin Doris, oder die Prinzessin aus Egypten

Das Autograph von Cestis Oper ist nicht erhalten. Die Partitur liegt in vier Hauptmanuskripten vor. Am bedeutendsten ist eine in der Österreichischen Nationalbibliothek erhaltene Abschrift, die dem Florentiner Libretto (ohne Prolog) entspricht. Hiervon erschien 1981 in London eine Faksimile-Ausgabe. Von den verschiedenen zeitgenössischen Produktionen sind mindestens 27 gedruckte Libretti überliefert, die sich zum Teil deutlich voneinander unterscheiden. Allein vom Prolog sind vierzehn verschiedene Fassungen bekannt. Bereits 1883 gab Robert Eitner Teile der Partitur im Band 12 seiner Reihe Publikation älterer praktischer und theoretischer Musikwerke heraus. Eine vollständige Ausgabe erschien 1973 im Rahmen der Dissertation The Operas of Antonio Cesti von Carl B. Schmidt. 2018 gab der Musikwissenschaftler Bernardo Ticci eine Neuedition ohne Prolog heraus.
In neuerer Zeit gab es erst wenige Aufführungen:
- 1983: London, Spitalfields Festival – in englischer Übersetzung; da es weder eine Inhaltsangabe noch eine Besetzungsliste gab, blieb das Werk für das Publikum unverständlich.[5][16]
- 1990: New York, Mannes College of Music.[5]
- 1999: Arezzo.[5]
- 2019: Innsbruck[17] – Neuedition von Bernardo Ticci ohne Prolog.[5]

## Aufnahmen
- 21./24./26. August 2019 – Ottavio Dantone (Dirigent), Stefano Vizioli (Regie), Emanuele Sinisi (Bühne), Anna Maria Heinreich (Kostüme), Ralph Kopp (Licht), Pierluigi Vanelli (Choreografie), Accademia Bizantina.
 Francesca Ascioti (Dori und Schatten der Parisatide), Rupert Enticknap (Oronte), Federico Sacchi (Artaserse), Francesca Lombardi Mazzulli (Arsinoe), Emőke Baráth (Tolomeo), Bradley Smith (Arsete), Pietro Di Bianco (Erasto), Alberto Allegrezza (Dirce), Konstantin Derri (Bagoa), Rocco Cavalluzzi (Golo).
 Auch als Video; live von den Innsbrucker Festwochen der Alten Musik aus dem Großen Haus des Tiroler Landestheaters; ohne Prolog.
 Cpo 555 309-2 (2 CDs), Naxos 2.110676 (DVD), Naxos NBD0123V (Blu-ray).[18][17]

## Digitalisate
- La Dori: Noten und Audiodateien im International Music Score Library Project
- Doris Die Glükkhafte Leibeigne Dienerin. Deutsche Inhaltsangabe. Michael Wagner, Innsbruck 1657. Digitalisat der Württembergischen Landesbibliothek
- La Dori. Libretto (italienisch), Ferrara 1663. Digitalisat im Corago-Informationssystem der Universität Bologna
- Libretto (italienisch), Venedig 1663. Digitalisat des Münchener Digitalisierungszentrums
- Libretto (italienisch), Venedig 1666. Digitalisat der Library of Congress
- Libretto (italienisch), Venedig 1667. Digitalisat des Münchener Digitalisierungszentrums
- Libretto (italienisch), Venedig 1671. Digitalisat des Münchener Digitalisierungszentrums